# Lago Constancia
Lago Constancia är en sjö i Chile.   Den ligger i regionen Región de Los Lagos, i den södra delen av landet, 800 km söder om huvudstaden Santiago de Chile. Lago Constancia ligger 1 302 meter över havet. Arean är 17,7 kvadratkilometer. Den sträcker sig 6,3 kilometer i nord-sydlig riktning, och 6,2 kilometer i öst-västlig riktning.
Runt Lago Constancia är det mycket glesbefolkat, med 5 invånare per kvadratkilometer.